# Ostryż długi

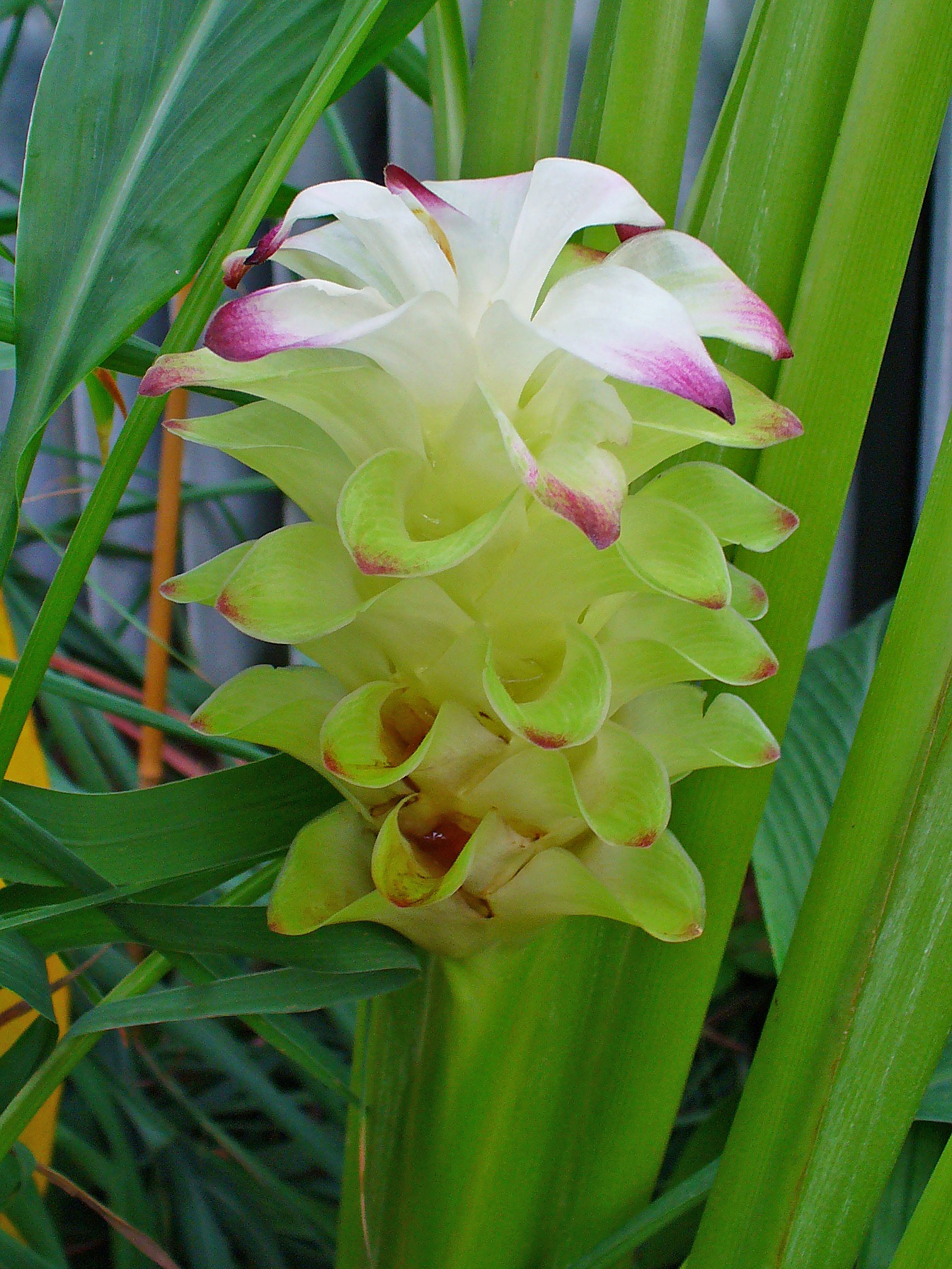
Ostryż

Ostryż długi (Curcuma longa L.) – nazywany także ostryżem Zohary, kurkumą długą, ostryżem indyjskim, kurkumą, szafranem indyjskim – gatunek byliny z rodziny imbirowatych. Rośnie dziko w Indiach, jest uprawiany w wielu krajach o klimacie tropikalnym.

## Morfologia i biologia
PokrójRoślina o wysokości do 1 m i prostej, wzniesionej i nierozgałęzionej łodydze.
KłączeJajowate, podłużnie jajowate, gruszkowate lub cylindryczne, często krótko rozgałęzione. Długość do 6 cm, szerokość do 15 mm. Kłącze główne wykazuje blizny po bocznych rozgałęzieniach. Powierzchnia jest punktowana i brunatnawożółta, żółta lub brunatnawoszara, delikatnie prążkowana. Przełam jest ziarnisty, gładki, niewłóknisty, lekko błyszczący, jednolicie pomarańczowożółty. Posiada wąską korę, ciemniejszą na zewnątrz.
LiścieW dolnej części łodygi wyrasta naprzemiennie, rzędami 4-6 liści pochwiasto obejmujących łodygę. Mają długość do 50 cm.
KwiatyPęd kwiatowy jest bezlistny, na jego szczycie wyrasta duży kłos kwiatowy. Kwiaty żółte, dość długie, o rurkowatym kielichu. Są 3-krotne, mają jeden słupek i pręcikowie złożone z jednego płodnego pręcika i 4 prątniczków tworzących warżkę. Przysadki białe, o różowych szczytach.
OwocOwocem jest torebka.

## Zastosowanie

### Roślina lecznicza
Surowiec zielarski
Kłącze ostryżu długiego (Curcumae longae rhizoma) – całe, stabilizowane (przez gotowanie lub poddanie działania pary wodnej), wysuszone kłącze z usuniętymi korzeniami i warstwą zewnętrzną. Surowiec powinien zawierać nie mniej niż 25 ml/kg olejku eterycznego i cechować się 2,0% obecnością pochodnych dicynamoilometanu, w przeliczeniu na kurkuminę.
Działanie
Kurkuminoidy i olejek eteryczny odpowiada za działanie żółciopędne i żółciotwórcze. Mieszanki kurkuminoidów izolowane z kłączy wykazują działanie przeciwzapalne (prawdopodobnie przez hamowanie syntezy prostaglandyn), hepatochronne i neurochronne, spowalniają rozwój nowotworów i działają antymutagennie, przeciwbakteryjnie i przeciwwirusowo. Za działania te odpowiadają właściwości przeciwutleniające kurkuminoidów i ich pochodnych (m.in. tetrahydrokurkuminoidów). Wyciągi z kłącza stosowane są głównie przy dolegliwościach żołądkowych.

### Roślina przyprawowa
Zmielona, wysuszona bulwa ma nazwę kurkuma i jest używana jako aromatyczna przyprawa do potraw oraz jako dodatek do mieszanek przyprawowych takich jak curry czy garam masala.

### Roślina barwierska
- Dawniej używany był do barwienia tkanin[6]. Jako żółty barwnik stosowany przez Izraelitów wymienia go biblijna Pieśń nad Pieśniami (4,13-14)[11].
- Używany jako wskaźnik odczynu (pH) do wyrobu papierków wskaźnikowych, które w roztworach alkalicznych barwią się na czerwono, a w obojętnych są żółte[6].

### Roślina kosmetyczna
Obecnie stosowana głównie do barwienia szminek do ust, podkładów pod makijaż i płukanek do włosów. Olejek kurkumowy bywa stosowany do wyrobu perfum o typie orientalnym.

### Roślina ozdobna
Obecnie jest uprawiany jako ozdobna roślina pokojowa także w krajach o zimniejszym klimacie, również w Polsce.